# Marcijal
Marko Valerije Marcijal (latinski: Marcus Valerius Martiālis; Bilbilis, današnja Španjolska, 1. ožujka 40. – Bilbilis, 102. – 104.), rimski i antički epigramatičar s oko 1500 epigrama, raspoređenih u pet knjiga. Njegov rad daje sliku tadašnjeg doba, prilika, običaja i ljudi – od senatorskih vrhova do zanatlija i robova.

## Životopis
Marcijal je rođen u Bilbilisu (danas Cerro de Bambola u blizini današnjeg grada Calatayud, sjeverna Španjolska). Pohađao je retoričku i gramitičku školu, gdje je otkrio svoj književni talent.
Između 63. i 64. godine, otišao je u Rim te isprva živio u prilično siromašnim okolnostima.
Kao i mnogi pjesnici svoga vremena, bio je ovisan od posebne skrbi svojih prijatelja i pokrovitelja koji su ga podržavali financijski. Kasnije u osamdetim godina postao je vlasnik nekretnine u Nomentumu, i kasnije u Rimu, iz njegove vlastite izjave doznajemo, da je on bio u vlasništvu više robova, i tajnika.

## Djela
- Liber De Spectaculis
- Epigrammata (12 knjiga)

## Vanjske poveznice

### Sestrinski projekti
|  | Wikicitati imaju zbirke citata o temi Marcijal |

### Mrežna mjesta
- LZMK / Hrvatska enciklopedija: Marcijal, Marko Valerije
- LZMK / Proleksis enciklopedija: Marcijal, Marko Valerije